# Sian Ka'an
Sian Ka'an je rozlehlé chráněné území na východě Yucatánského poloostrova na pobřeží Karibského moře ve státě Quintana Roo. Název „Sian Ka'an“ v máyském jazyce znamená „Místo, kde se rodí nebe“. Od roku 1987 je tato biosférická rezervace zapsána na seznamu světového přírodního dědictví UNESCO.
Celková výměra činí 5 280 km² (pro porovnání: Olomoucký kraj má rozlohu 5 267 km²). Z toho je 4 080 km² pevniny a 1 200 km² vodní plochy. Na pevnině se nacházejí ekosystémy tropického deštného lesa, břehových mangorových porostů, mokřadů a bažin. Po celé délce pobřeží biosférické rezervace (zhruba 110 km) se táhne Mezoamerický korálový útes (celková délka 1200 km, druhý největší na světě).

## Fauna
Mezi zvířata, která zde žijí, patří například jaguár, puma, ocelot, margay, jaguarundi, tapír středoamerický, vřešťan mono, jelenec běloocasý, mazama červený, pekari bělobradý, pekari páskovaný, paka nížinná, aguti středoamerický, hyrare, mravenečník čtyřprstý, kynkažu, kapustňák širokonosý, ibis bílý, kolpík růžový, plameňák karibský, čáp jabiru, kareta obrovská, kareta obecná, kareta pravá, krokodýl americký či krokodýl Moreletův.

## Fotogalerie

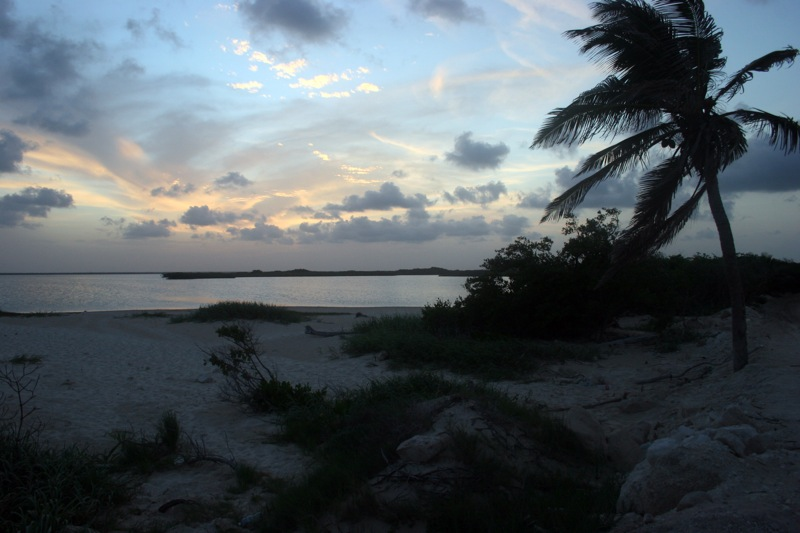
zdejší pobřeží
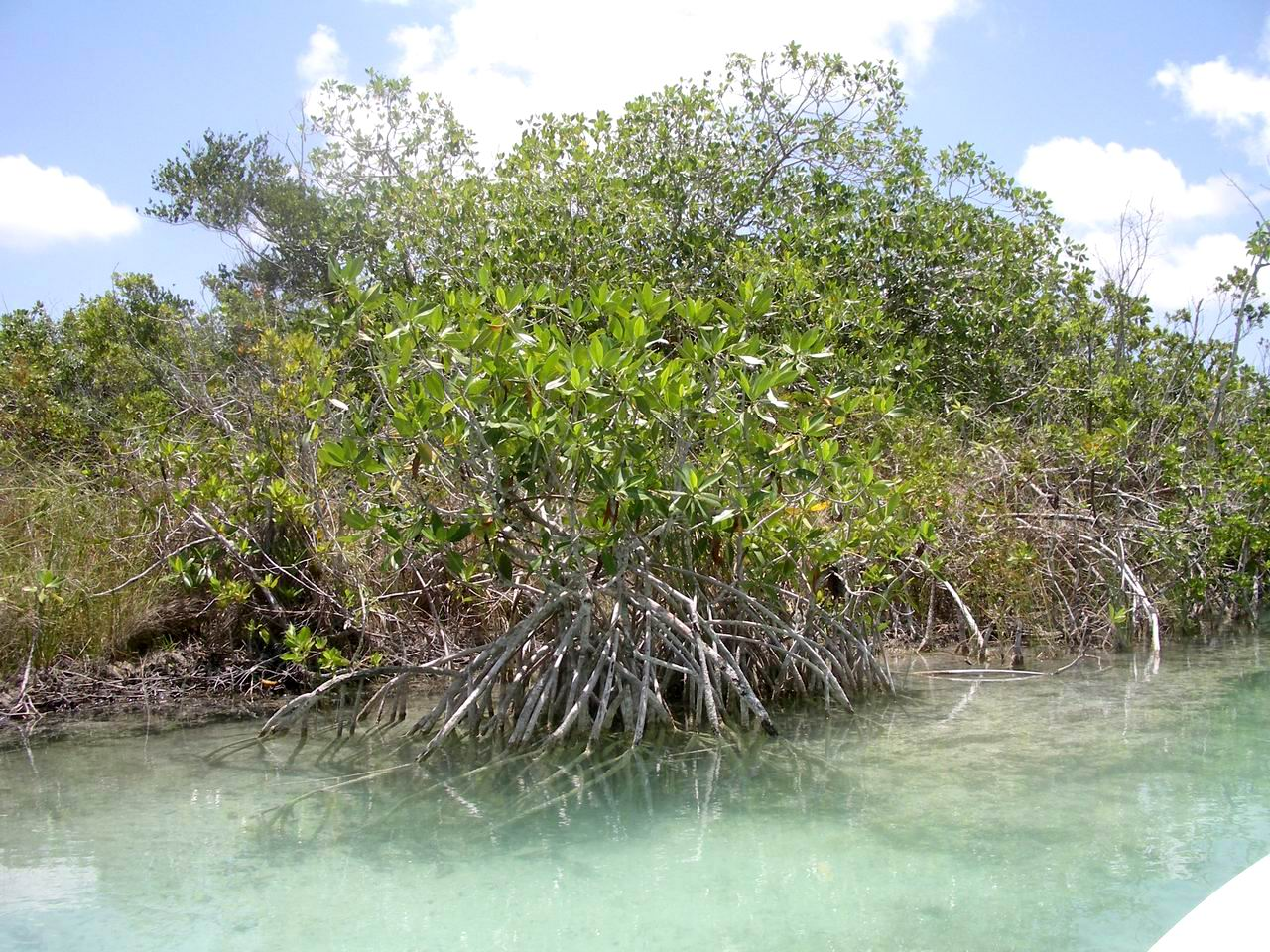
mangrovové porosty
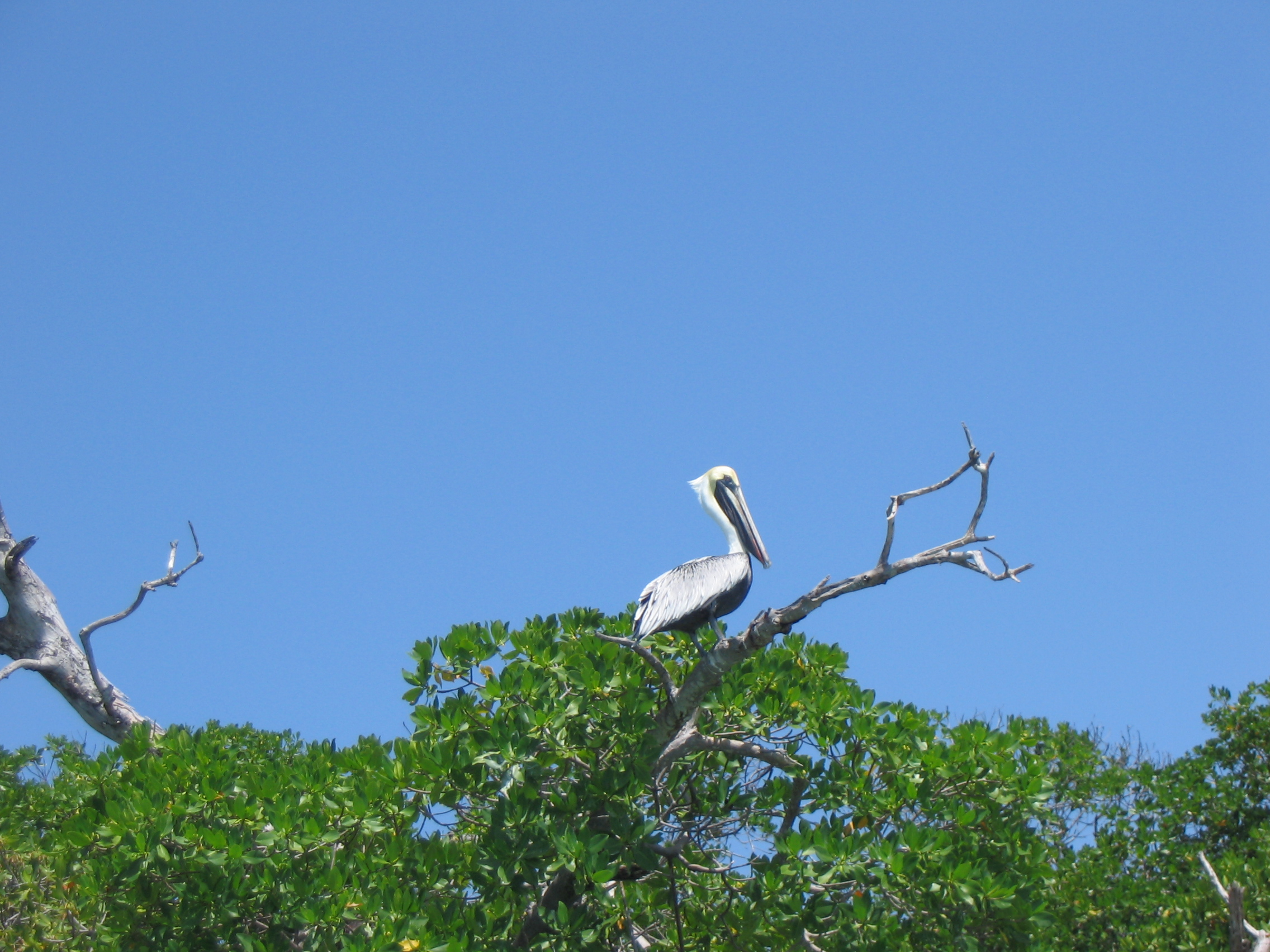
pelikán v Sian Ka'an
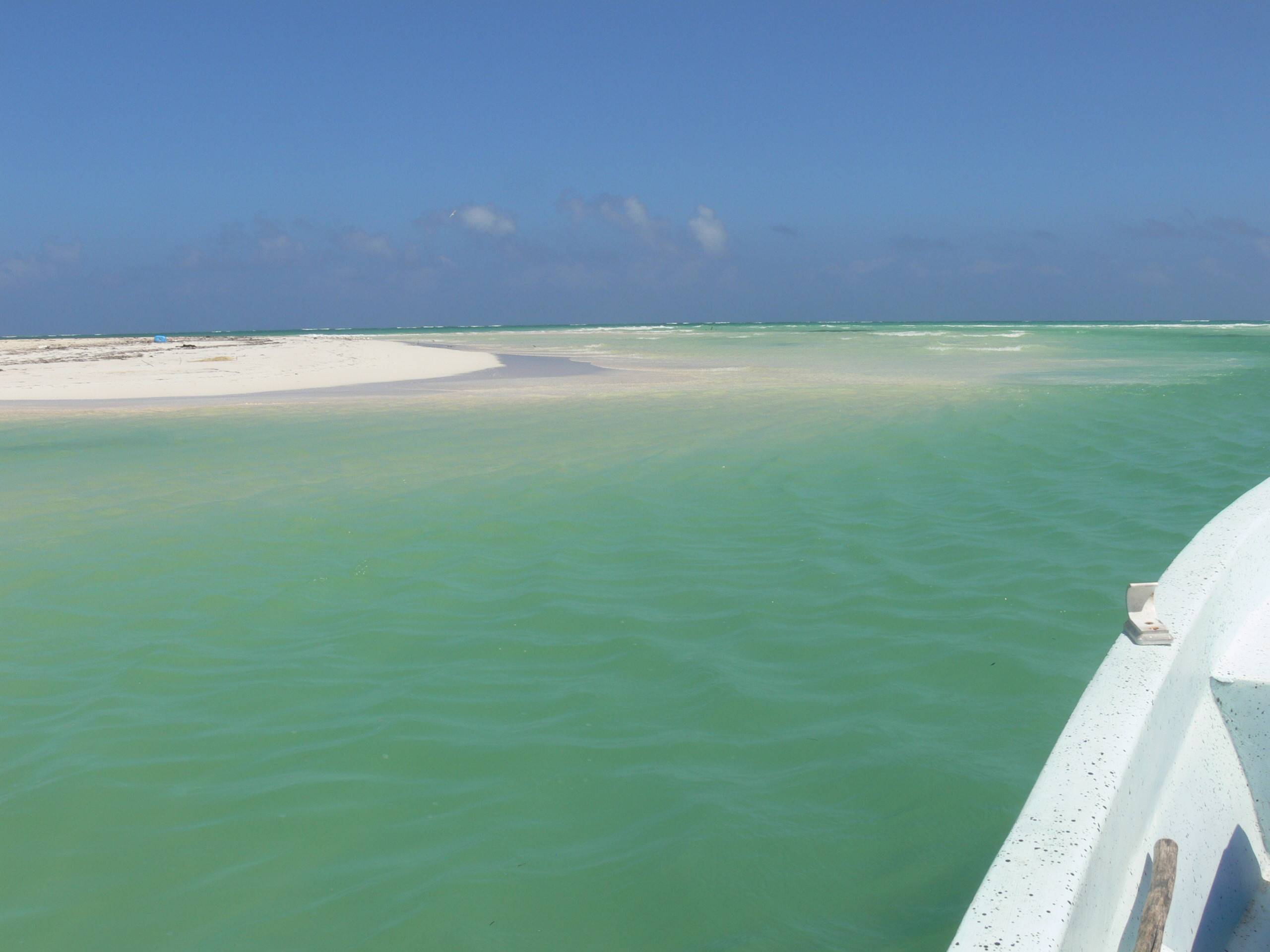
ústí řeky Paila do moře